# Jeon So-yeon
Jeon So-yeon (Seul, 26 agosto 1998) è una rapper, cantautrice e compositrice sudcoreana.
È diventata popolare per aver partecipato negli show musicali sudcoreani Produce 101 e Unpretty Rapstar, prima del suo esordio solistico nel 2017. In seguito, nel maggio 2018, è diventata la leader e la rapper del gruppo femminile (G)I-dle, in cui partecipa scrivendo e producendo la maggior parte dei loro brani. Fa anche parte delle Station Young, progetto di SM Station X, e ha impersonato il personaggio di Akali nei gruppi musicali virtuali K/DA e True Damage.

## Discografia

### EP
- 2021 – Windy

### Singoli
- 2016 – Day of a kid (feat. Superbee)
- 2016 – Smile (feat. Davii)
- 2017 – Jelly
- 2018 – Idle Song
- 2021 – Beam Beam
- 2022 – Fire
- 2022 – Nanrina
- 2022 – A Little Lovin
- 2022 – Freak Show
- 2022 – Ah-dda, It’s delicious (Shake Shack Korea)

### Collaborazioni
- 2016 – Scary (con Nada)
- 2016 – Smile (con myunDo)
- 2018 – Mermaid (con Jang Ye-eun, Lee Min-hyuk, Peniel, Jung Il-hoon e Wooseok)
- 2018 – Wow Thing (con Seulgi, SinB e Chungha)
- 2019 – GIANTS (con True Damage, Becky G, Keke Palmer, Duckwrth, Thutmose)
- 2019 – Hang out (con Lee Min-hyuk)
- 2019 – I Wanna Be (con KEY)
- 2020 – Dessert (con HYO, Loopy)
- 2021 – New Vision (con Colde)
- 2021 – ANI (con RAVI)
- 2022 – The Ball Is Round (con CODE KUNST, Woo)

## Riconoscimenti

### Hallyu Hip-hop Culture Awards
- 2017 – Popularity Award[2]

### Game Audio Network Guild Awards
- 2020 – Best Original Song "Giants" [3]

### MBC Entertainment Awards
- 2021 – Special Award "My Teenage Girl"

### Melon Music Awards
- 2022 – Best Songwriter

### Brand of the Year Awards
- 2022 – Female Multi-Entertainer (Daesang)